# Bromdioxid
Bromdioxid ist eine chemische Verbindung aus der Gruppe der Bromoxide.

## Gewinnung und Darstellung
Bromdioxid kann durch Ozonisieren von Brom in Trichlorfluormethan oder durch Einwirkung einer Glimmentladung auf
ein Brom-Sauerstoff-Gemisch bei tiefen Temperaturen gewonnen werden.
{\displaystyle \mathrm {Br_{2}+2\ O_{2}\longrightarrow 2\ BrO_{2}} }
Es wurde erstmals 1937 von R. Schwarz und M. Schmeißer isoliert.

## Eigenschaften
Bromdioxid ist ein bei tiefer Temperatur ein gelber fester Stoff. Er ist dimer und hat keinen bestimmten Schmelzpunkt, sondern zersetzt sich bei einer um 0 °C liegenden Temperatur in Brom und Sauerstoff. Bei zu rascher Erwärmung kann eine Explosion eintreten.